# Saraha Georget Rabeharisoa
Vous pouvez aider à l'améliorer ou bien discuter des problèmes sur sa page de discussion.
- Il ne cite pas suffisamment ses sources. Vous pouvez indiquer les passages à sourcer avec {{référence nécessaire}} ou {{Référence souhaitée}}, et inclure les références utiles en les liant aux notes de bas de page. (Marqué depuis septembre 2013)

- Archive Wikiwix
- Bing
- Cairn
- DuckDuckGo
- E. Universalis
- Gallica
- Google
- G. Books
- G. News
- G. Scholar
- Persée
- Qwant
- (zh) Baidu
- (ru) Yandex
- (wd) trouver des œuvres sur Wikidata

Saraha Rabeharisoa, née le 5 septembre 1970 à Antananarivo, est une femme politique malgache.

## Biographie

### Famille et enfance
Saraha Rabeharisoa naît à Antananarivo le 5 septembre 1970. Son père, Rabeharisoa Samuel, est ingénieur des travaux publics, tandis que sa mère, Raherivololona Henriette, est médecin. Elle est mère de trois enfants, et elle a deux sœurs qui sont aussi des intellectuels car leurs parents les ont toujours encouragé dans les études pour  être independantes. Elle suit son cursus scolaire (études primaires et secondaires) au sein d’une école catholique de la capitale, le Collège Saint Antoine, jusqu’à l’obtention de son baccalauréat.

### Parcours universitaire
Elle quitte Madagascar après le collège pour poursuivre ses études en France. En 1994, elle obtient une maîtrise en droit public interne à l’université d’Aix-en-Provence. En 1995, elle poursuit avec diplôme de 3e cycle d’études supérieures spécialisées en sciences des organisations, option administration fiscale à l’Université Paris-Dauphine.

### Parcours professionnel
À la fin de ses études universitaires, Saraha Rabeharisoa revient à Madagascar dans le but de contribuer au développement du pays et commence sa carrière dans l’enseignement. Elle a aussi fondé une société de Transit et de consignation maritime.

### Actions sociales et civiques
Elle intègre en 2008 l’ONG New Mind pour venir en aide et défendre les droits des malades mentaux. L’ONG a également œuvré pour la scolarisation.
En 2009, elle participe aux débats sur la politique de l’eau (la vente de l’eau douce en vrac (fleuve Faraony) en Arabie saoudite, sur le respect de l’environnement (conférence du Parti Vert sur le conteneur contenant des produits chimiques qui a explosé à Tamatave, la dénonciation du bateau Gulser Anna à Faux Cap qui a déversé des produits toxiques dans les eaux territoriales malgaches.

### Carrière politique
En 2013, elle est candidate du parti vert à l'élection présidentielle.

### Vie privée
Entre 2004 et 2014, elle est mariée à Alexandre Georget,,,.